# ويني-ذا-بوه

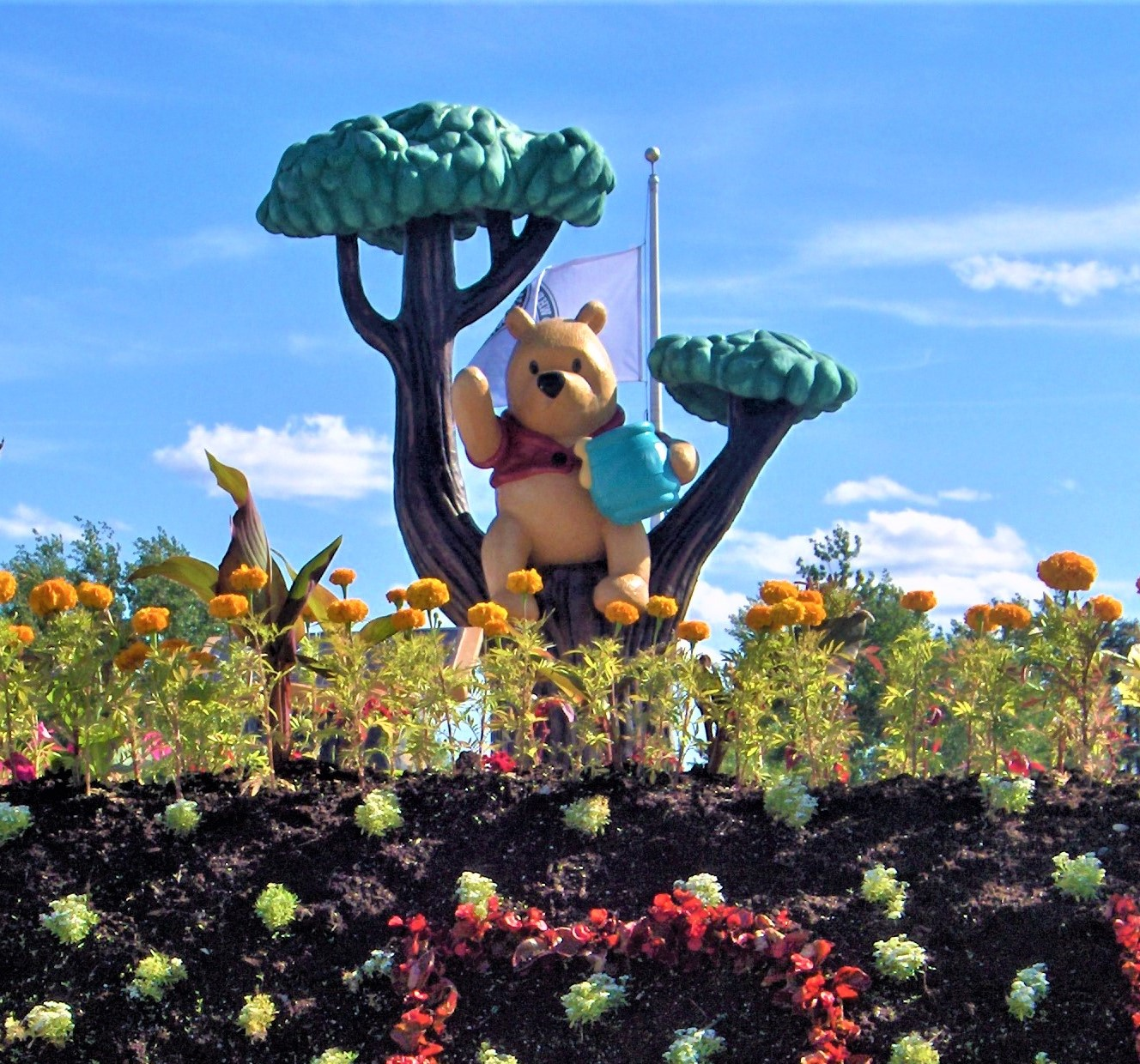
ويني-ذا-بوه وايت ريفر أونتاريو

ويني-ذا-بوه (بالإنجليزية: Winnie-the-Pooh)‏ هي شخصية الدب الخيالية المجسمة التي أنشأتها ميلن أ. أ (A. A. Milne.). كانت أول مجموعة قصصية حول الشخصية كتاب دون ويني بوه (1926 م)، وأعقب ذلك كتاب في ركن البيت بو (1928 م). وكان أول مجموعة من القصص حول شخصية ويني الكتاب دون وبو (1926 م) (the book Winnie-the-Pooh)، وأعقب ذلك البيت في ركن بو (1928 م) (The House at Pooh Corner). اسقطت شركة والت ديزني الشرطات من الاسم وانتجت والت ديزني من هذه القصص سلسلة مميزة كانت من انجح سلاسلها. القصص ترجمت إلى لغات عديدة.
تُرجمت قصص بو إلى العديد من اللغات، متضمنةً ترجمة ألكسندر لينارد Alexander Lenard اللاتينية، ويني إيل بو، التي نُشرت لأول مرة سنة 1958، وسنة 1960، أصبح الكتاب اللاتيني الوحيد الذي ظهر على الإطلاق في قائمة أفضل الكتب مبيعًا في نيويورك تايمز.[بحاجة لمصدر]
سنة 1961، رخصت شركة ديزني فيلمًا وحقوقًا أخرى لقصص ميلن ويني ذا بوه من ملكية أ.أ. ميلن A. A. Milneووكيل الترخيص شركة ستيفن سيلسنجر Stephen Slesinger, Inc، وقامت بتكييف قصص بوه، باستخدام الاسم غير المنفصل «ويني ذا بوه»، إلى سلسلة من الميزات التي ستصبح في النهاية واحدة من أنجح امتيازاتها. في الأفلام المقتبسة الشهيرة، جسّد بو الممثلون ستيرلينج هولواي Sterling Hollowayوهال سميث Hal Smith وجيم كامينغزJim Cummings بالإنجليزية ويفغيني ليونوف بالروسية.

## التاريخ

### الأصل
سمى أ. أ. ميلن شخصية ويني ذا بوه على اسم دمية دب يملكها ابنه كريستوفرروبن ميلن، الذي استندت إليه شخصية كريستوفر روبن Christopher Robin . دُمجت بقية ألعاب كريستوفر ميلن -بيجلت وأيور وكانيا ورو وتايجر- في قصص ميلن. انشئت شخصيتان أخريان، البومة والأرنب، بواسطة خيال ميلن، وأُضيف جوفر إلى نسخة ديزني. تُعرض دمية كريستوفر روبن في الفرع الرئيسي لمكتبة نيويورك العامة في مدينة نيويورك. كان كريستوفر ميلن قد أطلق على لعبته اسم ويني، وهو دب كندي أسود كان يراه كثيرًا في حديقة حيوان لندن، وبوه، البجعة التي صادفوها في العطلة. اشترى شبل الدب من صياد مقابل 20 دولارًا كنديًا الملازم الكندي هاري كولبورن في وايت ريفر، أونتاريو، حين كان في طريقه إلى إنجلترا خلال الحرب العالمية الأولى، وأطلق على الدب اسم ويني باسم مسقط رأسه في وينيبيج، مانيتوبا. أُحضر ويني خلسة إلى إنجلترا مع مالكها، وحصلت على اعتراف غير رسمي باسم التميمة الفوجية لفورت جاري هورس. غادر كوليبورن ويني في حديقة حيوان لندن حين كان هو ووحدته في فرنسا، بعد الحرب، تم التبرع بها رسميًا لحديقة الحيوان، إذ أصبحت نقطة جذب محبوبة هناك. ظهرت بو البجعة شخصيةً في حد ذاتها في وين وي وير يونغ When We Were Very Young
في الفصل الأول من ويني ذا بوه، يقدم ميلن هذا التفسير لسبب تسمية ويني ذا بوه ببساطة بـ «بوه»: كان ذراعاه متصلبتين للغاية، ظلا مقيدين في الهواء أكثر من أسبوع، جاءت ذبابة واستقرت على أنفه، كان عليه أن ينفخها. أعتقد -لكنني لست متيقنًا- أن هذا هو سبب تسميته دائمًا «بوه».
يعتقد الكاتب الأمريكي ويليام سافير أن اختراع ميلنيس لاسم «ويني ذا بوه» ربما تأثر أيضًا بالشخصية المتعجرفة بوه باه في فيلم جيلبرت وسوليفان ذا ميكادو(1885).

### غابة آشداون، مكان وقوع القصة
تدور أحداث قصص ويني ذا بوه في غابة آشداون، شرق ساسكس، إنجلترا. الغابة هي منطقة من الأراضي الصحراوية الهادئة المفتوحة على أعلى التلال الرملية في منطقة ويلد العالية ذات الجمال الطبيعي الأخاذ التي تقع على بعد 50 كم جنوب شرق لندن. سنة 1925، اشترى ميلن، وهو من سكان لندن، منزلًا ريفيًا على بعد ميل واحد شمال الغابة في مزرعة كوتشفورد، بالقرب من هارتفيلد.
وفقًا لكريستوفر ميلن، استمر والده في العيش في لندن «كنا نحن الأربعة -هو وزوجته وابنه ومربية ابنه- نتجمع في سيارة فيات كبيرة زرقاء يقودها سائق ونسافر كل يوم سبت في الصباح ونعود بعد ظهر كل يوم اثنين. وكنا نقضي شهرًا بالكامل هناك في الربيع وشهرين في الصيف». نهر ميدواي، الذي ارتفعت الأرض خلفه عبر المزيد من الأشجار إلى أن «كان فوقها، في المسافة البعيدة، تتوج المنظر قمة تل جرداء. في وسط هذا التل كان هناك مجموعة من أشجارالصنوبر». وأشار إلى أن معظم زيارات والده للغابة في ذلك الوقت كانت رحلات عائلية سيرًا على الأقدام «للقيام بمحاولة أخرى لعد أشجار الصنوبر في جيلز لاب أو للبحث عن مستنقع الجنطيانا». وأضاف كريستوفر أنه استوحى من أشداون فورست، جعله والده «مكانًا لاثنين من كتبه، إذ أنهى الكتاب الثاني بعد ثلاث سنوات من وصوله».
يمكن ربط العديد من المواقع في القصص بأماكن حقيقية داخل الغابة وحولها. كتب كريستوفر ميلن في سيرته الذاتية: «غابة بو وغابة أشداون متطابقتان». مثلًا، كان فيلم «غابة المئة فدان» الخيالي في الواقع عبارة عن خمسمائة فدان من الخشب، كانت قفزة جاليون مستوحاة من قمة التل البارزة في جيل لاب، في حين أن مجموعة من الأشجار شمال جيلز لاب أصبحت مكانًا ساحرًا لكريستوفر روبن، لأنه لم يكن أحد قادرًا على حساب ما إذا كان هناك 63 أو 64 شجرة في الدائرة. كانت المناظر الطبيعية المصورة في الرسوم التوضيحية لكتب ويني-ذا-بوه مستوحاة مباشرةً من المناظر الطبيعية المميزة لغابة أشداون، بأراضيها المرتفعة والمفتوحة من نبات الخلنج والجورد والقرميد والفضي، تتخللها كتل من أشجارالصنوبر على قمة التل. تمكن مطابقة العديد من الرسوم التوضيحية لشيبارد مع المشاهدات الفعلية، ما يسمح بدرجة من الترخيص الفني. تُقام رسومات شيبرد لأشجار الصنوبر ومشاهد الغابات الأخرى في متحف فيكتوريا وألبرت في لندن. لعب كريستوفر ميلن لعبة بوه ستيكس في الأصل على جسر المشاة الخشبي  عبر غابة يوسنجفورد-ميلبروك، بالقرب من كوتشفورد فارم. أصبحت الآن منطقة جذب سياحي، وأصبح من المعتاد ممارسة اللعبة هناك باستخدام العصي التي جُمعت في الغابة القريبة. عند استبدال جسر المشاة سنة 1999، استخدم المهندس المعماري مصدرًا رئيسيًا لرسوم شيبرد في الكتب، التي تختلف قليلًا عن الهيكل الأصلي.

### النشر الأول
ظهر دب كريستوفر روبن باسم إدوارد في قصيدة إيه إيه ميلن «تيدي بير»، في إصدار 13 فبراير 1924 من بانش، كان إي إتش شيبرد قد أدرج أيضًا دبًا مشابهًا في رسم كاريكاتوري نُشر في بانش قبل أسبوع. ونُشرت القصيدة نفسها في كتاب ميلن لشعر الأطفال عندما كنا صغارًا جدًا، 6 نوفمبر 1924، ظهر ويني ذا بو بالاسم لأول مرة في 24 ديسمبر 1925، في قصة عيد الميلاد ونشرته صحيفة الأخبار المسائية. أوضح ذلك ج.ه. دوود.
ظهرت المجموعة الأولى من قصص بوه في كتاب ويني ذا بوه. عادت قصة عيد الميلاد المسائية إلى الظهور على أنها الفصل الأول من الكتاب. في البداية، أوضح أن بو كان في الواقع إدوارد بير كريستوفر روبن، الذي أعاد الصبي تسميته. أُعيدت تسميته باسم دب أمريكي أسود في حديقة حيوان لندن يُسمى ويني الذي حصل على اسمه من حقيقة أن مالكه جاء من وينيبيغ، كندا. نشر الكتاب في أكتوبر 1926 ناشر أعمال الأطفال المبكرة لميلن، ميثوين في إنجلترا، وإي بي داتون في الولايات المتحدة، ومكليلاند وستيوارت في كندا.